# Viktória Varga
Viktória Varga (Tatabánya, 17 de abril de 1981) es una deportista húngara que compitió en halterofilia.
Ganó dos medallas de plata en el Campeonato Europeo de Halterofilia, en los años 2001 y 2002. Participó en los Juegos Olímpicos de Atenas 2004, ocupando el cuarto lugar en la categoría de +75 kg.

## Palmarés internacional
| Campeonato Europeo | Campeonato Europeo   | Campeonato Europeo | Campeonato Europeo |
| Año                | Lugar                | Medalla            | Categoría          |
| ------------------ | -------------------- | ------------------ | ------------------ |
| 2001               | Trenčín (Eslovaquia) | Medalla de plata   | +75 kg             |
| 2002               | Antalya (Turquía)    | Medalla de plata   | +75 kg             |